# DMW Motorcycles
DMW Motorcycles (originalmente Dawson's Motors Wolverhampton) fue un fabricante británico de motocicletas. Con sede en Wolverhampton, la compañía se fundó en 1940 y dejó de fabricar motocicletas en 1971. Se hizo cargo de Ambassador en 1963 y continuó la producción de esta marca hasta 1965. Destacó en pruebas deportivas, y sus modelos de carreras todavía pueden verse en eventos deportivos para motocicletas clásicas disputados en el Reino Unido. DMW produjo cerca de 15.000 unidades y varios otros fabricantes utilizaron sus horquillas y sus motores.

## Historia
La compañía fue fundada en 1940 por Leslie Dawson (se dice que es el inventor de la suspensión de motocicleta con brazo móvil, lo cual es dudoso, ya que, por ejemplo, la marca francesa Stimula ya disponía de uno en 1905) con el nombre de Dawson's Motors Wolverhampton para fabricar y vender su invención, las horquillas telescópicas  'Dawson Telematic'. Estas horquillas delanteras consistían en unos resortes telescópicos ajustables amortiguados neumáticamente, que podían sustituir ventajosamente a las clásicas horquillas rígidas. En 1943, Dawson agregó sistemas análogos para la suspensión trasera que instalaba en su taller de Wolverhampton.
Después de que terminara la Segunda Guerra Mundial en 1945, Dawson comenzó a construir motocicletas DMW para carreras de pista de hierba con motores JAP de 350 cc y de 500 cc. Se asoció con Harold Nock, procedente de las marcas AJS y Vincent, para construir motocicletas ligeras con motor de dos tiempos. Sin embargo, no logró obtener la financiación necesaria y emigró a Canadá en 1948. Murió en Ellesmere Port el 6 de enero de 1989.
Dawson fue reemplazado por el exingeniero de BSA, Mike Riley, quien ganó el Trial de Escocia en 1948 con una DMW de 200 cc. La producción se trasladó a las instalaciones de Harold Nock en Sedgley y en 1950 se lanzó una DMW de 122 cc con motor Villiers. La marca alcanzó la victoria en numerosas competiciones, participando en el Salón del Motor de Earls Court de 1952 con tres motocicletas de carretera y otras tres de carreras.
Fabricó una gama de modelos de dos tiempos relativamente exitosos en la década de 1960, en particular la DMW Dolomite. La producción de DMW terminó en 1971, y Harold Nock vendió la compañía en 1975 a Graham Beddall e Ivan Dyke, quienes se concentraron en la ingeniería y en la venta de piezas, aunque también construyeron algunas motocicletas de competición por encargo. Una DMW 250 cc ganó el Midland Center Group Trials en 1976 y 1977. Beddall y Dyke retuvieron la propiedad del nombre de DMW hasta 2001, cuando se cerró definitivamente.

## Modelos
| Modelo               | Año       | Notas                                                                       |
| -------------------- | --------- | --------------------------------------------------------------------------- |
| DMW De luxe          | 1953      | Villiers 250 cc bicilíndrico vertical de dos tiempos                        |
| DMW Coronation       | 1953      | Motor Villiers 10D 122 cc de dos tiempos                                    |
| Cortina              | 1954      | Motor de 225 cc Villiers 1H                                                 |
| Dolomite 1           | 1954      | Motor de 250 cc y cuatro tiempos OHC de Ateliers Mechanique du Centre (AMC) |
| DMW Hornet           | 1954      | Motor de 125 cc y cuatro tiempos OHC de Ateliers Mechanique du Centre (AMC) |
| Moto Cross           | 1955      | Motor de dos tiempos y 200 cc                                               |
| Trials               | 1955      | Motor de competición de dos tiempos y 200 cc                                |
| DMW Leda             | 1955      | Motor deportivo de dos tiempos y 150 cc                                     |
| Bambi scooter        | 1957      | Motor Villiers 4F de dos tiempos y 98 cc                                    |
| DMW Deemster scooter | 1961-1967 | Motor Villiers bicilíndrico de dos tiempos y 249 cc                         |
| DMW Sports Twin      | 1962      | Motor Villiers Mark 4T de dos tiempos y 249 cc                              |
| DMW Dolomite II      | 1963      | Motocicleta Ambassador con emblemas DMW                                     |
| 250 cc Hornet        | 1964      | Motor deportivo Villiers 'Starmaker' de dos tiempos y 247 cc                |
| Sports Twin          | 1964      | Motor bicilíndrico Villiers 4T de dos tiempos y 249 cc                      |
| DMW Typhoon          | 1965      | Motor deportivo bicilíndrico Villiers de 494 cc                             |